# Такер, Мик
Майкл Томас Такер (англ. Michael Thomas Tucker), более известный как Мик Такер (англ. Mick Tucker) — британский барабанщик и один из вокалистов глэм-роковой группы «Sweet».

## Биография

### Музыкальная карьера
Мик Такер родился в Харлесдене, Северо-Западный Лондон, 17 июля 1947 года. Играть на барабанах начал в девять лет, вдохновлённый знаменитым барабанщиком 50-х Сэнди Нельсоном. Первая группа, с которой играл Мик — студенческий ансамбль «Fortune Tellers», затем, переехав в Миддлсекс, он присоединился к «Wainwright’s Gentlemen», где играл с 1965 по 1968 год. Они играли смесь ритм-н-блюза, мотауна и ранней психоделики. Существует несколько записей группы, включая кавер на песню «Hollies» «Ain’t That Just Like Me», вышедший в феврале 2011 года на сборнике «Rare Mod, Volume 3» лейбла «Acid Jazz» (AJXCD 238). Песня с ударными Такера и вокалом Яна Гиллана, по словам басиста Яна Фревера (Ian Frewer), была записана в 1965 году. Вскоре после этого Гиллана сменил Брайан Коннолли.
В январе 1968 года Такер и Коннолли ушли из «Wainwright’s Gentlemen» и создали группу «Sweetshop» (позднее «Sweet») с бас-гитаристом Стивом Пристом и гитаристом Фрэнком Торпи, которого в 1970 году заменил Энди Скотт. В ранних записях «Sweet» игра Такера не была выдающейся, но когда они перешли на глэм-рок, он создал собственный стиль, ставший типичным для многих песен «Sweet». С 1973 года Такер играл на огромной установке «Ludwig», состоящей из двух бас-барабанов, трёх том-томов и двух напольных том-томов, и укомплектованной пайсти. Такера справедливо считают очень талантливым и в чём-то новаторским барабанщиком. Имидж музыки «Sweet» основывался на его сложных ритмах.
В альбоме «Desolation Boulevard» 1974 года присутствует аранжированная Такером песня «The Man With the Golden Arm» («Человек с золотой рукой») авторства Элмера Бернстайна и Сильвии Файн. Такер мастерски исполнил шестиминутное соло на ударных. Он играет здесь, помимо традиционной ударной установки, на литаврах, трубчатых колоколах и гонге. Благодаря этой песне Мик получил среди поклонников «Sweet» прозвище «Человек с золотыми руками».
В 1979 году, после ухода из группы Брайана Коннолли, Такер взял на себя часть партий ведущего вокала. Всего его голос звучит в трёх песнях[каких?] позднего периода «Sweet». В 1980 он принял участие в группе «Megaton» и записал с ними песню «Tallahassee Lassie», вышедшую только в 2012 году в альбоме «Returning with Vengeance».
В 1982 году «Sweet» распались. О Такере ничего не было слышно, пока в 1987 году Энди Скотт не позвал его в переформированную группу «Sweet», с Полом Марио Дэем у микрофона и Мэлом Макналти на бас-гитаре. В 1991 году проблемы со здоровьем заставили Мика уйти из группы. Во время концертного тура у него случился эпилептический приступ, что было следствием перенесённого ранее панкреатита. На концертах его — как считалось, временно — заменял Бодо Шопф, но Мик уже больше не вернулся в «Sweet».
Мик Такер признан одним из 50 лучших барабанщиков рока по версии русскоязычного издания Classic Rock.

### Личная жизнь
19 августа 1973 года в церкви Святого Сердца в Руислипе, Мидлсекс, Мик сочетался браком со своей первой женой, Паулиной. На свадьбе присутствовали все участники «Sweet». Вскоре молодая семья переехала в дом на Беверли Драйв в Руислипе, недалеко от школы, и толпы юных девушек целыми днями бродили возле их дома. В подвале дома Мик оборудовал звуковую студию; также в доме была музыкальная комната, стены которой были увешаны золотыми и серебряными дисками «Sweet» со всего мира. 27 декабря 1977 года у Мика и Полины родилась дочь Эйстон. А в 1979 году Полина была найдена мёртвой в ванне. Оправившись от этого удара, Мик женился на Джанет, с которой и прожил всю оставшуюся жизнь.
Такер любил играть в теннис, собирать стеклянные фигурки, готовить и играть со своей немецкой овчаркой. Он обожал дорогие вещи: машины, меха, часы, ювелирные украшения, шикарную одежду. Гитарист «Sweet» Энди Скотт вспоминает, что, добившись финансового успеха, музыканты «Sweet» приобрели по «роллс-ройсу», но Мик заявил, что не любит «роллс-ройсы», и купил 600-й «мерседес». Он всегда носил на шее цепочку с полумесяцем и звездой, считая, что она приносит удачу.

### Смерть
Никогда не отличавшийся крепким здоровьем, в 1997 году Мик заболел лейкемией. Пересадка костного мозга от его брата помогла, но ненадолго. 9 февраля 2002 года, в пятую годовщину смерти Брайана Коннолли, Такер попал в больницу, а через пять дней, 14 февраля, в половине двенадцатого утра, его не стало. Похороны прошли 25 февраля. Могила Мика Такера находится на кладбище Чорливуд-Хаус, рядом стоит деревянная скамейка с медной табличкой, установленная поклонниками. 
Басист «Sweet» Стив Прист сказал о Такере: «Он был самым недооценённым барабанщиком, когда-либо рождавшимся в Англии. Он был движущей силой нашей группы. Его техника была чудесной, он безупречно держал ритм, играл с душой и хорошо чувствовал то, что играл.» Гитарист Энди Скотт сказал: «Мик Такер был лучшим барабанщиком 70-х. Я горжусь, что играл с ним в одной группе. Я чувствую страшную грусть из-за того, что он ушёл, и моё сердце тянется к Джанет и Эйстон с их печальной потерей. Мне не хватает Мика.»